# Född till gentleman
Född till gentleman är en amerikansk film från 1937. För regin stod Alfred E. Green, och i huvudrollerna ses Judy Garland och Mickey Rooney. Detta var deras första film tillsammans.
Inspelningen skedde under september 1937.

## Handling
Filmen utspelar sig på och kring en travbana. En brittisk pojke (Sinclair) hjälper sin farfar (Smith) att träna en travhäst med Rooney som jockey. Garland har en mindre roll, hon är kär i Sinclaire.

## Medverkande (i urval)
- Ronald Sinclair - Roger Calverton, brittisk tonåring
- Judy Garland - Cricket West
- Mickey Rooney - Timmie Donovan
- C. Aubrey Smith - Sir Peter Calverton
- Sophie Tucker - Tant Edie, Crickets mamma
- Forrester Harvey - Herr Wilkins